# Skyline Helikopter AB
Skyline Helikopter AB grundades 1982 och var verksamt i västra och mellersta Sverige med stationering på Göteborg City Airport, Karlstad samt i Lysekil.
Bolaget köpte 2005 upp Ostermans och stationerades då även i Östersund, man opererar därefter under Ostermans firma.